# Гостродзьобик прекрасний
Гостродзьобик прекрасний (Oxyrrhynchium speciosum) — вид мохів порядку гіпнобрієвих (Hypnales).

## Поширення
Ареал охоплює такі частини світу: Європа, Макаронезія, Азія, Австралія, Нова Зеландія.